# La Jonchère-Saint-Maurice
La Jonchère-Saint-Maurice è un comune francese di 812 abitanti situato nel dipartimento dell'Alta Vienne nella regione della Nuova Aquitania.

## Società

### Evoluzione demografica
Abitanti censiti